# Eupithecia subdeverrata
Eupithecia subdeverrata là một loài bướm đêm trong họ Geometridae.